# 庙湾岛
庙湾岛，是一座位于中华人民共和国广东省珠海市万山区的一座海岛，位于珠江口外万山群岛佳蓬列岛中部，珊瑚保护区内。距离珠海市区65公里，香港48.8公里，北尖岛1.1公里（根据《珠海市海岛志》资料）。该岛长3000米，最宽750米，最窄220米，海拔226.8米，面积1.437平方公里，环岛岸线长11公里。庙湾岛上淡水源稀缺，岩石甚多，且植物稀疏，树木极少。植物有草、菠萝、仙人掌等。庙湾岛西北部无名小岛上有庙湾村，村民以捕鱼为生，现已修堤与主岛相连，成为庙湾岛的一部分。廟灣島上有兩個山峰，一個叫翁崖釘，海拔214米，另一個叫林山，海拔156米。翁崖釘基本上都是岩石，非常陡峭，林山的山腰有少量植被，地勢比較平坦。庙湾岛位于自然珊瑚保护区境内，周围海域有许多珊瑚。特别是中部的下风湾沙滩（有山路与庙湾村半岛相连），为珊瑚质沙滩，沙滩上满布珊瑚碎石。下风湾湾口内有珊瑚群生长，在空中可观看到。庙湾岛因其美丽的风景而有“梦幻之岛”、“珠海的马尔代夫”之美称。
1. ↑  . travel.cnr.cn.   [2024-09-11].